# Vifolka kontrakt
Vifolka kontrakt var ett kontrakt i Linköpings stift inom Svenska kyrkan. Det upplöstes 1701.

## Administrativ historik
1701 slogs Valkebo kontrakt och Vifolka kontrakt samman och bildade Vifolka och Valkebo kontrakt. 
Vifolka kontrakt omfattade
- Veta församling
- Viby församling
- Herrberga församling
- Västra Hargs församling
- Östra Tollstads församling
- Sya församling
- Normlösa församling.
- Mjölby församling
- Västerlösa församling

## Kontraktsprostar
| Ämbetstid | Namn                          | Levnadstid | Kommentarer                              |
| --------- | ----------------------------- | ---------- | ---------------------------------------- |
| 1304      | Thorkill                      |            | Kyrkoherde i Normlösa församling.        |
| 1552-1560 | Laurentius Petri Brask        | 1500-1560  | Kyrkoherde i Veta församling.            |
| 1560-1570 | Nicolaus Aeschilli            | -1570      | Kyrkoherde i Normlösa församling.        |
| 1570-1605 | Petrus Olavi                  | 1533–1605  | Kyrkoherde i Veta församling.            |
| 1606-1617 | Johannes Nicolai Husenbergius | 1540-      | Kyrkoherde i Normlösa församling.        |
| 1619-1628 | Nicolaus Erici Gothus         | 1564–1628  | Kyrkoherde i Veta församling.            |
| 1630-1645 | Petrus Clementis              | 1585–1645  | Kyrkoherde i Normlösa församling.        |
| 1647-1656 | Johannes Laurentii Brask      | 1588–1656  | Kyrkoherde i Veta församling.            |
| 1658-1672 | Ericus Laurentii Brask        | 1592-1672  | Kyrkoherde i Östra Tollstads församling. |
| 1674-1676 | David Emundi Corylander       | 1622-1676  | Kyrkoherde i Normlösa församling.        |
| 1676-1678 | Johannes Stenonis Olinus      | 1612–1678  | Kyrkoherde i Veta församling.            |
| 1679-1681 | Zacharias Reuserus            | 1634-1694  | Kyrkoherde i Landeryds församling.       |
| 1681-1694 | Olavus Johannis Wong          | 1634-1694  | Domprost.                                |
| 1695-1700 | Jonas Johannis Fallerius      | 1644–1700  | Kyrkoherde i Veta församling.            |